# Transbot
Transbot (ou Astro Flash en version japonaise) est un jeu vidéo sorti en 1986 sur Master System.

## Système de jeu
La particularité de ce shoot them up réside dans le fait que le joueur a la possibilité de modifier l'apparence ainsi que l'arme de son vaisseau en ramassant des bonus. Ces transformations, symbolisées par des lettres de A à G, modifient significativement le gameplay du jeu et permettent de s'adapter aux ennemis rencontrés.
Le jeu semble infini. En effet, il est possible d'y jouer des heures sans jamais en voir le bout. En réalité, afin de changer de niveau, le vaisseau doit pénétrer dans une sorte de base souterraine qui n'est accessible que si le joueur possède la bonne arme. Dans le cas contraire, le vaisseau ne pénètrera jamais dans la base et le jeu peut se dérouler ainsi indéfiniment.